# Villavaler
Villavaler ist eines von 15 Parroquias in der Gemeinde Pravia der autonomen Region Asturien in Spanien.
 Die 117 Einwohner (2011) leben in 8 Dörfern auf einer Fläche von 8,43 km². Palación, der Hauptort der gleichnamigen Parroquia liegt 14,1 km von der Gemeindehauptstadt entfernt.

## Dörfer und Weiler im Parroquia
- Carceda – 2 Einwohner 2011
- Lomparte (Llomparti) – 26 Einwohner 2011 43° 29′ 15″ N, 6° 11′ 11″ W
- Omedas (Umedas) – 15 Einwohner 2011
- Palación – 31 Einwohner 2011
- Perriella – 19 Einwohner 2011
- San Bartolomé (San Bartuelu) – 12 Einwohner 2011 43° 29′ 47″ N, 6° 12′ 6″ W
- Sangreña – 6 Einwohner 2011
- Valdidiello (Valdidiellu) – 6 Einwohner 2011